# Basketbol'nyj klub Prometej
Il Basketbol'nyj klub Prometej è una società cestistica, avente sede a Kam"jans'ke, in Ucraina. Venne fondata nel 2018 e gioca nel campionato ucraino.

## Storia
Il club fu fondato nel settembre 2018 come Basketbol'nyj klub Prometej (in ucraino: баскетбольный клуб Прометей) dall'imprenditore Volodimir Dubins'kij e dall'ex cestista Pavlo Čuchno.
A marzo 2022 in seguito all'attacco russo dell'Ucraina, la squadra viene sciolta per dare risorse economiche al paese in guerra.

## Roster 2021-2022
Aggiornato al 28 luglio 2021.
|    | Naz.                   | Ruolo | Sportivo           | Anno | Alt. | Peso |  |
| -- | ---------------------- | ----- | ------------------ | ---- | ---- | ---- |  |
| 0  | Stati Uniti (bandiera) | G     | Chris Dowe         | 1991 | 193  | 86   |  |
| 1  | Stati Uniti (bandiera) | G     | D'Angelo Harrison  | 1993 | 193  | 92   |  |
| 2  | Croazia (bandiera)     | C     | Miro Bilan         | 1989 | 213  | 120  |  |
| 3  | Ucraina (bandiera)     | P     | Oleksandr Mišula   | 1992 | 198  | 73   |  |
| 5  | Stati Uniti (bandiera) | AG    | Sean Evans         | 1988 | 203  | 104  |  |
| 7  | Ucraina (bandiera)     | P     | Denys Lukašov      | 1989 | 189  | 86   |  |
| 11 | Ucraina (bandiera)     | GA    | Oleksandr Lypovyj  | 1991 | 203  | 91   |  |
| 13 | Ucraina (bandiera)     | A     | Oleksandr Bjelikov | 1992 | 201  | 83   |  |
| 15 | Ucraina (bandiera)     | C     | Dmitro Tychonov    | 1992 | 205  |      |  |
| 17 | Stati Uniti (bandiera) | AP    | D.J. Kennedy       | 1989 | 198  | 98   |  |
| 20 | Stati Uniti (bandiera) | GA    | D.J. Stephens      | 1990 | 198  | 85   |  |
| 22 | Ucraina (bandiera)     | C     | V"jačeslav Petrov  | 1994 | 204  | 116  |  |
| 55 | Ucraina (bandiera)     | PG    | Illja Sydorov      | 1996 | 183  | 80   |  |

### Staff tecnico
| Allenatore: | Ronen Ginzburg                     |
| Assistenti: | Milenko Bogićević, Serhij Alf'orov |

## Palmarès
- Campionato ucraino: 1

2020-2021
- Lega Lettone-Estone: 2

2022-2023, 2023-2024